# Канівський полк
Канівський полк — адміністративно-територіальна і військова одиниця XVII століття. Полковий центр — місто Канів. Утворений в 1625 році як полк реєстрових козаків.

## Історичні відомості
Стратегічним завданням новоствореної формації була охорона переправи через Дніпро у районі Трахтемирова, Іржищева та Канева. На заході полк межував із Корсунським, на півдні з Черкаським, на сході з Переяславським полками.
У державі часів Хмельницького за стратегічним значенням та особовим складом формація посідала трете місце після Корсунського та Чигиринського полків. В одному лише Каневі концентрувалося десять сотень і 2263 козаки.
За Зборівським реєстром Канівський полк мав 3167 козаків особового складу та 16 сотень.
Протягом 1649 — 1665 років територія полку була ареною жорстокої боротьби проти польсько-шляхетського війська та внутрішніх міжусобиць.
Від Білоцерківського миру 18 (28) вересня 1651 року й до Переяславської ради 8 січня 1654 року адміністративний склад полку зазнав змін. Були ліквідовані Маслівська та Трахтемирівська сотні, скоротилася кількість Канівських сотень до п'яти, а також з'явилися дві нові сотні — Бубнівська (на Лівобережжі) та Конончанська (створена, ймовірно, з однієї Канівської та з Маслоставської сотень). Всього ж у 1654 році Канівський полк нараховував 11 сотень, з яких 9 тих, що виникли 1649 року, та 3152 реєстрових козаки. 1660 року полковником Канівським був Трощено Степан.
від 1668 року входив до вілаєту Дорошенка. Після капітуляції останнього (1676) формація, за винятком трьох придніпровських сотень, фактично припинила існування. Остаточної ліквідації полк зазнав у результаті Чигиринського походу та наступного за ним договору про перемир'я 1681 року, а рештки козаків переселилися на територію Переяславського полку.
У 1685 році польський сейм прийняв ухвалу про поновлення на території колишніх українських полків козацтва з усіма його правами та вольностями. Внаслідок цього правобережні полки було відроджено, почалось швидке заселення території людьми, що прибували сюди з інших українських земель.[джерело?]
У 1711—1712 роках за наказом російської влади більшу частину козаків та цивільних мешканців було силою переселено на Лівобережжя, а полк ліквідовано разом з іншими правобережними полками.[джерело?]

## Склад та територіальний поділ
За умовами Зборівського миру 1649 року, чисельність реєстрових козаків Війська Запорозького зменшилася до 40 тис. осіб, зокрема й чисельність особового складу Канівського полку, який після значного скорочення налічував у своєму складі — 16 сотень або 3167 козаків. 
| Стародуба         |     | полковник Іван Стародуб |             |
| Волинця           |     | Павло Волинець          |             |
| Кулаги            |     | Яким Кулага             |             |
| Богданенка        |     | Фесько Богданенко       |             |
| Гуняка            |     | Федір Гуняк             |             |
| Рощенка           |     | Петро Рощенко           |             |
| Климова           |     | Клим Малашенко          |             |
| Юхимова           |     | Юхим Рощенко            |             |
| Андріївська       |     | Андрій                  |             |
| Межиріцька        | 147 | Супрун Михайлович       | Межиріч     |
| Трахтемирівська   | 167 | Цепковський             | Трахтемирів |
| Ржищівська        | 222 | Чугуй                   | Ржищів      |
| Стаєцька          | 170 | Тарас Шеремет           | Стайки      |
| Михайлівська      | 98  | Данило Юхимович         | Михайлівка  |
| Маслівська        | 100 | Семен Євлашенко         | Маслівка    |
| Канівська полкова |     | Іван Голота             | Канів       |

Писарем Канівського полку, згідно зі Зборівським реєстром 1649 року, був Герасим Савич, а полковим осавулом — Богдан Шабельниченко.
За Білоцерківським миром 1651 року чисельність реєстрового козацького війська скоротилася до 20 тис. осіб, у тому числі й Канівського полку. Після ліквідації Маслівської та Трахтемирівської сотень загальна чисельність канівських (іменних) сотень скоротилася до п'яти, натомість з'явилося дві нових сотні - Бубнівська (іноді називали Прохорівською) та Конончацька. Тобто, до часу проведення Переяслівської Ради 1654 року, Канівський полк налічував у своєму складі — 11 сотень або 3152 реєстрових козаків, які поділялися по назвах місцевостей, містечок або сіл, де вони дислокувалися.
| Канівська городова   | Чернище, Ходорів, Туліблє на Дніпрі, Соркланов, Студенець |
| 1-а (Литвинецька)    | Литвинець |
| 2-а (Пекарська)      | Пекарі |
| 3-я (Костенецька)    | Костенець (мікрорайон "Костянець" м. Канева), Ратки, Рудка |
| 4-а (Келебердинська) | Керебердеїв |
| 5-а (Клепачівська)   | Клепачі, Доманчиць |
| 6-а (Леплявська)     | Леплява, Решітки за Дніпром |
| 7-а                  | |
| 8-а (Бубнівська)     | Бубнів, Прохорівка |
| Таганська            | Таганча, Голяки, Мельники, Ключники, Поташня, Синявка, Пилява, Беркозівка, Мартинівка, Копієвата, Пшеничники, Бучак, Іванків |
| Межиріцька           | Межирічка, Вороб'їв |
| Терехтемирівська     | Терехтемирів, Мале Підсінне, Велике Підсінне |
| Іржавицька           | Ржавець, Ржавець, Македонець, Лазарчиця, Бабичі |
| Маслівська           | Маслівка |
| Стайківська          | Стайки на Дніпрі |
| Михайлівська         | Михайлівка |
| Конончацька          | Кононча, Бобриця, Богородична Слобода, Глинча, Григорівка, Бурнелівщина, Дударці, Колтягаєв, Курильчиці, Лука, Малудовче, Процьки, Романівка, Россохате, Совин, Степанчинці, Тулинці, Піє, Хмільна, Чаплинці, Черленків, Юсків Млинок, Яриловичі, Сушка |

## Гетьмани поховані у Каневі
- Іван Підкова — 1578
- Яків Шах — 1578
- Самійло Кішка — 1602
- Іван Петражицький-Кулага — 1632
- Яків Остряниця — 1638[9]

## Галерея

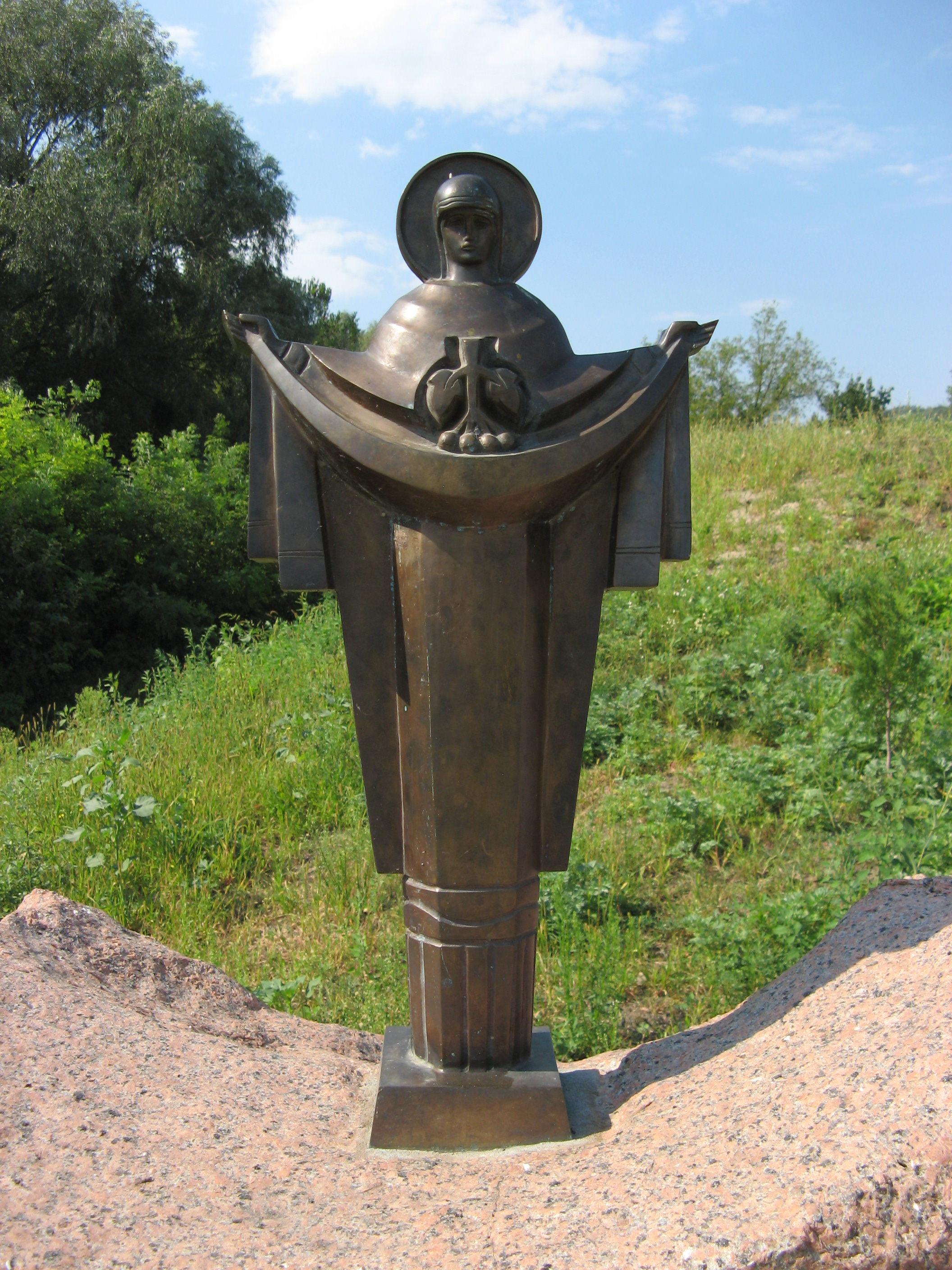
Пам'ятний знак  «Пам'яті Гетьманів Війська Запорізького, похованих у Каневі»